# 蠟石
蠟石（Ceraphite或Chaoite）是第四種碳的同素異形體，也稱作白碳。它的存在是有争议的。蠟石在1969年發現，是人類所知最軟的純物質之一。當在游離蒸發環境下加熱至超過2,550絕對溫度時，會在不透光的石墨晶體面邊緣形成小而透明的結晶即為蠟石。此外，蠟石本身為雙折射的透明材料。當前對此同素異形體衹有非常少的資訊。
該礦物以任職於美國地質調查局的華人地質學家趙景德（Edward Ching-Te Chao）命名。